# Kamerdyner (powieść)
Kamerdyner – polska powieść historyczna napisana przez czterech autorów. Jej twórcami są Paweł Paliński, Mirosław Piepka, Michał Pruski i Marek Klat. Książka została wydana 5 września 2018 nakładem Agora SA. Historia opowiada o Mateuszu Korollu, pochodzącym z niemiecko-polskiego małżeństwa mężczyźnie, który musi zdecydować, do którego z tych dwóch narodów należy w związku z wybuchem II wojny światowej.  Wersja powieści w audiobooku zdobyła tytuł Audiobooka Roku 2018 w kategorii single-voice według Magazynu Literackiego „Książki”.
Mniej więcej w okresie premiery książki do kin trafił powiązany z nią film pod tym samym tytułem.